# Bezvodnea (Ivanivka), Kirovohrad
Bezvodnea (în ucraineană Безводня) este un sat în comuna Ivanivka din raionul Kirovohrad, regiunea Kirovohrad, Ucraina.

## Demografie
Componența lingvistică a localității Bezvodnea
     Ucraineană (93,25%)
     Rusă (6,75%)
Conform recensământului din 2001, majoritatea populației localității Bezvodnea era vorbitoare de ucraineană (93,25%), existând în minoritate și vorbitori de rusă (6,75%).